# Oronzo Massari
Oronzo Massari (Lecce, 8 agosto 1889 – 16 marzo 1967) è stato un politico e avvocato italiano.
Di professione avvocato, esponente del Partito Nazionale Monarchico in Puglia, fu sindaco di Lecce dal 1951 al 1958 e senatore della Repubblica dal 1958 al 1963 nella III legislatura.